# Scoparia pulveralis
Scoparia pulveralis là một loài bướm đêm trong họ Crambidae.